# Oncidium crescentilabium
Oncidium crescentilabium är en orkidéart som först beskrevs av Charles Schweinfurth, och fick sitt nu gällande namn av Mark W. Chase och Norris Hagan Williams. Oncidium crescentilabium ingår i släktet Oncidium och familjen orkidéer. Inga underarter finns listade i Catalogue of Life.